# 徳島県立名西高等学校
徳島県立名西高等学校（とくしまけんりつみょうざいこうとうがっこう）は、徳島県名西郡石井町にある公立高等学校。略称は「名高（みょうこう）」。

## 沿革
- 1923年（大正12年）4月 - 徳島県立名西高等女学校として創立。
- 1930年（昭和5年）2月 - 普通教室・屋内体操場・家事教室竣工
- 1933年（昭和8年）11月 - 創立10周年記念式典挙行、校歌制定
- 1945年（昭和20年）11月 - 阿波分校を設置。
- 1946年（昭和21年）4月 - 阿波分校が阿波高女（現徳島県立吉野川高等学校）として分離、独立。
- 1947年 （昭和23年）3月 - 学生改革により徳島県名西高等学校開校
- 1948年（昭和23年） - 定時制中心校昼間（農・家）・夜間（普）、阿川・入田の各分教室設置。広野分校（農・家）設置
- 1949年（昭和24年）3月 - 学校再編成により徳島県石井高等学校と改称、男女共学となる、定時制課程は石井高等学校定時制となる。　　　　　　⚪︎7月 - 徳島県名西高等学校と改称
- 1950年（昭和25年） 4月ｰ広野、阿川、ならびに入田各分教室統合。独立校舎を持つ広野分校となる。家庭技芸課程設置
- 1953年（昭和28年）3月 - 普通教室竣工　　　　⚪︎11月 - 30周年記念式典挙行
- 1955年（昭和30年）3月 - 校歌制定 　　　　　⚪︎4月ｰ中央校昼間（農・家）および広野分校（農・家）生徒募集停止
- 1956年（昭和31年）4月 - 徳島県立名西高等学校と改称
- 1957年（昭和32年） - 広野分校は徳島農業高校（現徳島県立城西高等学校）に転属
- 1958年（昭和33年） - 中央校は夜間普通科のみとなる
- 1961年（昭和36年）7月 - 体育館竣工
- 1963年（昭和38年）11月 - 創立40周年記念式典挙行
- 1965年（昭和40年）8月 - 運動場拡張
- 1968年（昭和43年）6月 - 本館竣工
- 1969年（昭和44年）4月 - 芸術科（音楽、美術）設置。
- 1972年（昭和47年）4月 - 音楽教室棟竣工
- 1973年（昭和48年）3月 - 武道場竣工　　　　⚪︎11月 - 創立50周年記念式典挙行
- 1975年（昭和50年）3月 - 研修会館・藤花同窓会館竣工
- 1977年（昭和52年）1月 - 庭園完成　　　　　　⚪︎3月 - 校門・門柵完成　　　　　　　　　　　　⚪︎4月 - 家政科募集停止。
- 1978年（昭和53年）1月 - 第二棟竣工
- 1981年（昭和56年）2月ｰ 新体育館・駐輪場竣工⚪︎10月 - 弓道場竣工
- 1983年（昭和58年）11月 - 創立60周年記念式典挙行
- 1990年（平成2年）3月 - 相撲場竣工
- 1992年（平成4年）3月 - テニスコート照明設置
- 1993年（平成5年）11月 - 創立70周年記念式典挙行、記念事業の一つとして「名高讃歌」を制作
- 1998年（平成10年）4月 - 芸術科に書道設置
- 1999年（平成11年）3月 - 書道棟竣工
- 2003年（平成15年）11月 - 創立80周年記念式典挙行
- 2004年（平成16年）4月 - エレベーター設置
- 2006年（平成18年）4月 - 文部科学省スーパーイングリッシュランゲージハイスクール(SELHi)に指定　　　　　　　　　　　　　　　　　　　　　⚪︎5月 - エンゲルベルト・ケンペル・ギムナジウム（ドイツ）、ギムナジウム・レオポルディナム（ドイツ）、グラッペ・ギムナジウム（ドイツ）、国立羅東高級中学（台湾）の4校と姉妹校締結　　　　　　　　　　　　　　　　　　　　　⚪︎6月ｰリンカーンハイスクール（ニュージーランド）と姉妹校締結
- 2009年（平成21年）4月 - 文部科学省学力向上実践研究推進事業指定
- 2013年（平成25年）11月 - 創立90周年記念式典挙行、イメージキャラクター『くおんちゃん』誕生
- 2015年（平成27年）7月 - 徳島県教育委員会より文化・芸術リーディングハイスクールに指定
- 2021年（令和3年）3月ｰ校門・屏リニューアル

## 名高スピリット
若き生命　曇らぬ心　久遠の愛

## くおんちゃん
創立90周年記念のキャラクターで、当時芸術科音楽コースに在籍していた生徒が考案

## 運動部
硬式 野球部、陸上競技部、バスケットボール部、バレーボール部、相撲部、卓球部、硬式 テニス部、サッカー部、弓道部

## 文化部
美術部、書道部、合唱部、オーケストラ部、箏曲部、放送部、茶道部、ESS部、文芸部、パソコン部写真部、園芸部、JRC部
書道部　
2020年（令和2年）第29回国際高校生選抜書展の団体の部で全国優勝
合唱部
1994年（平成6年）第47回全日本合唱コンクール全国大会高校の部Aグループ銅賞
2018年（平成30年）第71回全日本合唱コンクール全国大会高校の部Aグループ銅賞

## 出身者
住友紀人　作曲家

## 周辺
- 石井町役場
- JR石井駅
- 石井町立石井中学校
- 飯尾川
- フジグラン石井
- 石井町有線放送農業協同組合